# Warin
Warin  är en stad i det nordtyska förbundslandet Mecklenburg-Vorpommern.
Staden ingår i kommunalförbundet Amt Neukloster-Warin tillsammans med kommunerna Bibow, Glasin, Jesendorf, Lübberstorf, Neukloster, Passee, Zurow och Züsow.

## Geografi
Warin är beläget i det sjörika landskapet Sternbergiska sjöområdet, 25 kilometer sydöstlig om Wismar i distriktet Nordwestmecklenburg. Staden ligger mellan sjöarna Großer Wariner See och Glammsee.
Staden har sex stadsdelar: Allwardtshof, Groß Labenz (sedan 2004), Klein Labenz, Mankmoos (sedan 1973), Pennewitt och Wilhelmshof.

## Historia
Warin omnämns första gången 1178. Under 1200-talet uppfördes en residensbyggnad (borg) av biskoparna av Schwerin. Warin fick stadsrättigheter troligtvis före 1306. Under 1300-talet förstördes den medeltida biskopsborgen (1322), men 1448 återbyggdes den på initiativ av biskopen Henrik av Schalden.
Under trettioåriga kriget besattes Warin först av danskarna 1628 och senare av svenska dragoner, som intog Warin 1634. 1636 härjades staden av en stor eldsvåda. Efter kriget tillföll Warin hertigdömet Mecklenburg-Schwerin.

### 1800- till 1950-talet
Under 1800-talet blev Warin säte för ett amt (1833–1926), som förvaltade orterna Warin, Neukloster, Sternberg och Tempzin. 1839 revs biskopsborgen  och 1887 uppfördes den nya kyrkan i nygotisk stil. Samma år anslöts staden till järnvägen Wismar-Karow.

### Östtyska tiden och tyska återföreningen
Under DDR-tiden tillhörde Warin distriktet Sternberg inom länet Schwerin (1952–1990). 1948 invigdes distriktssjukhuset i Warin. Efter den tyska återföreningen stängdes sjukhuset och järnvägen lades ner (1998).

### Befolkningsutveckling
Befolkningsutveckling  i Warin
Källa:,

## Sevärdheter
- Nygotiska kyrkan från 1880-talet

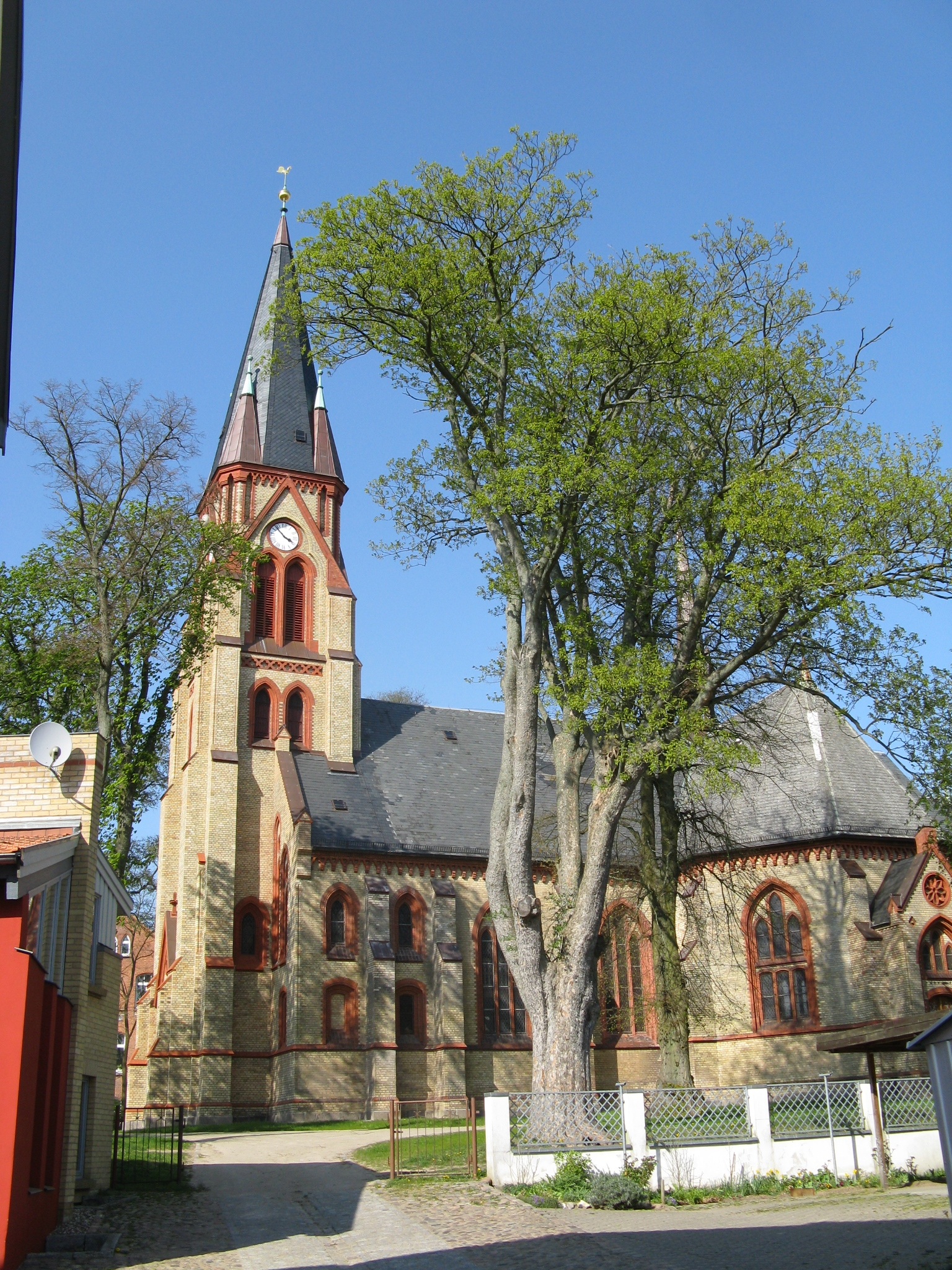
Kyrkan i Warin från 1880-talet

- Dösarna vid ortsdelarna Pennewitt och Mankmoos

## Kommunikationer
Förbundsvägen (tyska: Bundesstraße) B 192 går genom Warin. Vägen ansluter Warin till motorvägen (tyska: Autobahn) A 20, som ligger 12 kilometer norr om staden. Motorvägen A 14 går 8 kilometer väster om staden.